# إسماعيل صدقي
إسماعيل صدقي باشا (يونيو 1875 الإسكندرية – 9 يوليو 1950)، عندما تولى رئاسة الوزراء في عهد الملك فؤاد الأول، وضع دستور 1930 الذي ازداد فيه نفوذ الملك ولكنه أثار ضجة كبرى فاضطر، إلى أن يعيد دستور 1923.

## بدايته
ولد سنة 1875 وهو ابن أحمد شكري باشا من كبار رجال الدولة في عهد إسماعيل وتوفيق. تعلم بمدرسة الفرير ثم التحق بمدرسة الحقوق الفرنسية حتى تخرج فيها. عين كاتباً للنيابة ثم مساعداً في إيتاي البارود والمحلة وطنطا ثم رئيساً للنيابة بالإسكندرية. عمل بمجلس بلدي الإسكندرية حتى أصبح سكرتيراً للبلدية وتولى منصب سكرتير عام وزارة الداخلية سنة 1908 ثم أصبح وكيلاً للوزارة سنة 1910 وأسندت إليه نظارة الزراعة سنة 1914.

## رئاسته للوزارة
تولى الوزارة مرتين أول مرة في عهد الملك فؤاد وفي عهدها ألغي دستور 1923 وأصدر دستور 1930م.
في المرة الثانية كانت في عهد الملك فاروق الأول، كانت محاولة لتشكيل وزارة قومية يشارك فيها ممثلين لجميع أطراف العمل السياسي واختير لها رئيس وزراء ذو شخصية قوية وسياسي ليس له انتماء حزبي خلال تلك المرحلة لكن في النهاية لم يشارك فيها إلا حزب الأحرار الدستوريين ومستقلين
تعتبر فترة حكم صدقى الأولى (1930-1933) من أبرز الفترات في التاريخ المصرى المعاصر استطاع خلالها أن يفرض سياساته الاصلاحية المدروسة جيدا على كل المجالات وهكذا إستطاعت مصر أن تجتاز الأزمة الاقتصادية التي مرت بالعالم كله في ذلك الوقت

## مناصبه الوزارية
| الوزارة                        | بداية الفترة | نهاية الفترة | مجلس الوزراء                      | عهد              |
| ------------------------------ | ------------ | ------------ | --------------------------------- | ---------------- |
| ناظر الزراعة                   | 05-أبريل-14  | 19-ديسمبر-14 | نظارة حسين رشدي باشا الأولى       | عباس حلمي الثاني |
| وزير الأوقاف                   | 19-ديسمبر-14 | 09-أكتوبر-17 | وزارة حسين رشدي باشا الثانية      | حسين كامل        |
| وزير المالية                   | 16-مارس-21   | 24-ديسمبر-21 | وزارة عدلي يكن باشا الأولى        | الملك فؤاد       |
| وزير المالية                   | 01-مارس-22   | 29-نوفمبر-22 | وزارة عبد الخالق ثروت باشا الأولى | الملك فؤاد       |
| وزير الداخلية                  | 09-ديسمبر-24 | 13-مارس-25   | وزارة أحمد زيور باشا الأولى       | الملك فؤاد       |
| وزير الداخلية                  | 13-مارس-25   | 12-سبتمبر-25 | وزارة أحمد زيور باشا الثانية      | الملك فؤاد       |
| وزير الداخلية                  | 19-يونيو-30  | 04-يناير-33  | وزارة إسماعيل صدقي باشا الأولى    | الملك فؤاد       |
| وزير المالية                   | 19-يونيو-30  | 04-يناير-33  | وزارة إسماعيل صدقي باشا الأولى    | الملك فؤاد       |
| رئيس الوزراء المصري            | 20-يونيو-30  | 04-يناير-33  | وزارة إسماعيل صدقي باشا الأولى    | الملك فؤاد       |
| رئيس الوزراء المصري            | 04-يناير-33  | 27-سبتمبر-33 | وزارة إسماعيل صدقي باشا الثانية   | الملك فؤاد       |
| وزير المالية                   | 04-يناير-33  | 27-سبتمبر-33 | وزارة إسماعيل صدقي باشا الثانية   | الملك فؤاد       |
| وزير الداخلية                  | 04-يناير-33  | 27-سبتمبر-33 | وزارة إسماعيل صدقي باشا الثانية   | الملك فؤاد       |
| وزير دولة ويتولى وزارة المالية | 30-ديسمبر-37 | 27-أبريل-38  | وزارة محمد محمود باشا الثانية     | الملك فاروق      |
| وزير المالية                   | 27-أبريل-38  | 18-مايو-38   | وزارة محمد محمود باشا الثالثة     | الملك فاروق      |
| وزير المالية                   | 16-فبراير-46 | 30-يونيو-46  | وزارة إسماعيل صدقي باشا الثالثة   | الملك فاروق      |
| وزير الداخلية                  | 16-فبراير-46 | 09-ديسمبر-46 | وزارة إسماعيل صدقي باشا الثالثة   | الملك فاروق      |
| رئيس الوزراء المصري            | 17-فبراير-46 | 09-ديسمبر-46 | وزارة إسماعيل صدقي باشا الثالثة   | الملك فاروق      |

| سبقه مصطفى النحاس        | رؤساء وزارات مصر يونيو 1930-يناير 1933     | تبعه عبد الفتاح يحيى إبراهيم |
| سبقه محمود فهمي النقراشي | رؤساء وزارات مصر فبراير 1946 - ديسمبر 1946 | تبعه محمود فهمي النقراشي     |

## روابط خارجية
- إسماعيل صدقي على موقع الموسوعة البريطانية (الإنجليزية)
- إسماعيل صدقي على موقع مونزينجر (الألمانية)